# Crook Town Association Football Club
Crook Town Association Football Club é um clube de futebol inglês fundado em 1889 na cidade de Crook. Joga a segunda divisão da Liga do Norte desde 1896, tendo como estádio o "Sir Tom Cowie Millfield", com capacidade para 1 500 pessoas. A equipe conquistou o primeiro título da Copa Amadora [en] em 1901 e é hexacampeã desta competição.